# Substitutie (wiskunde)
Substitutie in de wiskunde betekent het vervangen, invullen of substitueren van een uitdrukking door een nieuwe uitdrukking, die de waarde van een variabele krijgt. Substitutie wordt bijvoorbeeld in een vergelijking gebruikt of bij integratie door substitutie.

## Oplossen van een stelsel
Substitutie wordt gebruikt bij het oplossen van een stelsel van lineaire vergelijkingen. 
{\displaystyle {\begin{alignedat}{7}x&&\;+\;&&y&&\;=\;&&1&\\x&&\;+\;&&2y&&\;=\;&&4&\\\end{alignedat}}}
Schrijf de eerste vergelijking in functie van {\displaystyle x}:
{\displaystyle x=1-y}
Substitueer {\displaystyle x} in de tweede vergelijking door de net gevonden uitdrukking:
{\displaystyle (1-y)+2y=4\Leftrightarrow y=3}
Er is een waarde voor {\displaystyle y} gevonden, vul deze in {\displaystyle x=1-y} in en men zal ook een waarde voor {\displaystyle x} vinden:
{\displaystyle x+6=4\Leftrightarrow x=-2}
De oplossing is gevonden.

## Voorbeelden
- Als

{\displaystyle f(x)=x^{2}+3x+2}
dan bereken je de functiewaarde {\displaystyle f(2)} door {\displaystyle x=2} te substitueren.
- De vergelijking

{\displaystyle (2x+3)^{2}-6(2x+3)+5=0}
is op te lossen door {\displaystyle u=2x+3} te substitueren. Dat levert
{\displaystyle u^{2}-6u+5=0}
Deze vergelijking, die wel schaduwvergelijking wordt genoemd, is op te lossen in {\displaystyle u}. Dat levert {\displaystyle u=1} of {\displaystyle u=5}. Door nu in deze uitkomsten {\displaystyle u=2x+3} terug te substitueren volgt dat {\displaystyle x=-1} of dat {\displaystyle x=1}